# Phyllachora hymenachnei
Phyllachora hymenachnei är en svampart som beskrevs av Chardón ex Arx & E. Müll. 1954. Phyllachora hymenachnei ingår i släktet Phyllachora och familjen Phyllachoraceae.   Inga underarter finns listade i Catalogue of Life.